# Детройт Лайонс
«Детройт Лайонс» (англ. Detroit Lions) професійна команда з американського футболу розташована в місті Детройт, Мічиган. Команда є членом Північного дивізіону, Національної футбольної конференції, Національної футбольної ліги.
Команда заснована у 1930 році в місті Портсмут, в штаті Огайо, під назвою «Портсмут Спартанс» (англ. Portsmouth Spartans). У 1934 році команда переїхали до Детройт і назву змінено на "Детройт Лайонс ".
Домашнім полем для «Лайонс» є Форд-філд.
«Лайонс» досі не виграли жодного Суперболу (чемпіонат Американського футболу) (англ. AFC-NFC Super Bowl).